# Салют (мультфільм)
«Салют» — анімаційний фільм 1975 року Творчого об'єднання художньої мультиплікації студії Київнаукфільм, режисер — Ірина Гурвич.

## Над мультфільмом працювали
- Автор сценарію: Юрій Яковлєв
- Режисер: Ірина Гурвич
- Художник-постановник: Генріх Уманський
- Композитор: Борис Буєвський
- Оператор: Анатолій Гаврилов
- Звукооператор: Ізраїль Мойжес
- Художники-мультиплікатори: Костянтин Чикін, Олександр Вікен, Адольф Педан, Марк Драйцун, Михайло Титов, Ніна Чурилова, В. Ємельянова
- Асистенти: О. Малова, О. Деряжна, І. Тазова, А. Ібадулаєв, Н. Зурабова
- Редактор: Світлана Куценко
- Текст читають: Маргарита Корабельникова, А. Лоєвський
- Директор картини: Іван Мазепа